# Hnědásek osikový

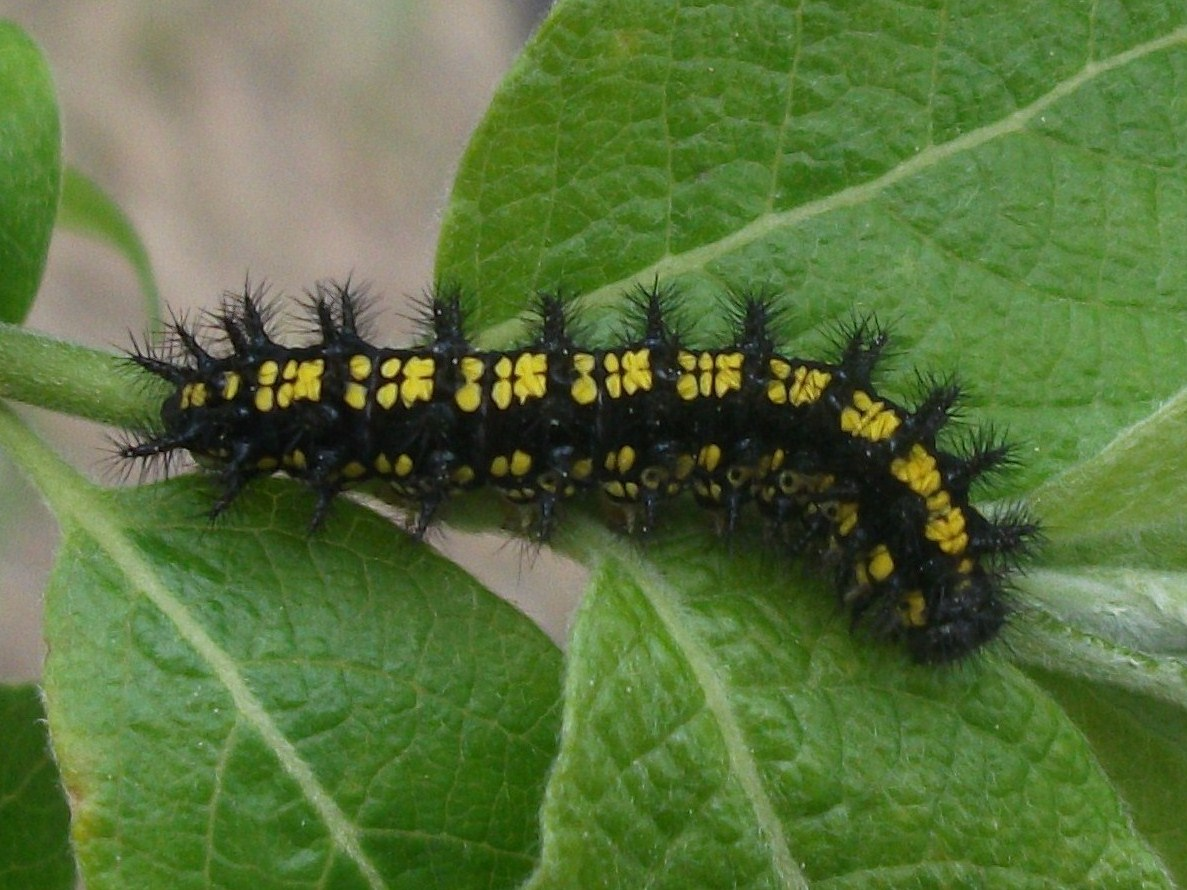
Housenka hnědáska osikového

Hnědásek osikový (Euphydryas maturna) je denní motýl vázáný na biotopy malých mýtin řídkých prosluněných listnatých lesů s dostatkem medonosných rostlin. V České republice žije tento druh z rodu Euphydryas pouze na jediném stanovišti ve středních Čechách a je blízko svému vyhynutí.

## Výskyt
Areál rozšíření hnědáska osikového se rozprostírá v západní, střední a východní Evropě, na jihu Skandinávie, v Pobaltí, na severu Balkánu a na jižní Sibiři až k jezeru Bajkal. V druhé polovině 20. století nastal dramatický úbytek jedinců tohoto druhu, nejhorší situace je v zemích západní a střední Evropy kde se jeho počty snížily o více než 75 % nebo zcela vymizel.
V České republice byl do roku 1950 dokumentován jeho výskyt na desítkách míst v Čechách i na Moravě. Před koncem tisíciletí již byl znám pouze ze čtyř lokalit a nyní přežívá pouze v jediné populaci. Obývá severní část přírodní rezervace Dománovický les, ojedinělý zbytek původního dubohabrového lesa, která se nachází u obce Dománovice v okrese Kolín. Malá subpopulace hnědáska osikového se nachází v nedalekém, asi 2,5 km vzdáleném Žiželickém lese u obce Žiželice.

## Popis
Hnědásek osikový má rozpětí křídel obvykle 38 až 46 mm. Typickým znakem dospělých motýlů je zejména oranžový pás bez teček na horní straně křídel a oranžový lemový proužek na spodní straně.

## Ekologie
Druh vyžaduje pro svůj vývoj osluněné lesní paseky s relativně vysokou vzdušnou vlhkostí a chráněné proti větru. Vyvíjející se housenky a později i kukly potřebují ke svému přežití i dostatek slunečního svitu. Motýl nikdy neklade vajíčka na osamoceně rostoucí stromy. Důležité je také vhodné druhové složení bylinného patra na kterém je housenka hnědáska osikového v časném jaře závislá.
Motýli sají nektar nejčastěji z květů ptačího zobu obecného, svídy krvavé a bylin z čeledi miříkovitých, prvou živnou rostlinou housenek je jasan ztepilý na kterém spásají listy.

## Rozmnožování
Dospělci tohoto jednogeneračního motýla létají od konce května do počátku července. Samci volí vyčkávací taktiku, sedí na svých závětrných polostinných posedech ve výši 3 až 5 m a čekají na prolétající samice. Vylétají jim vstříc a mezi samci může docházet i k vzájemnému napadání. Samice zalétávají dále než samci a vybírají si vhodnou mýtinku k nakladení vajíček.
Po spáření kladou samice vajíčka společně na jednu hromádku na spodní strany osluněných listů mladých jasanů ve výšce 2,5 až 4 m. Snůška bývá tvořena vajíčky ve dvou až třech vrstvách a může obsahovat od několika desítek až po stovky vajíček, ta jsou nejprve žlutá a později ztmavnou.
Housenky se líhnou obvykle během července. V první etapě žijí pospolitě v jednoduchém pavučinovitém zámotku na listu kterým se živí. Postupně dochází ke stěhování housenek na další listy a k jejich seskupování z blízkých snůšek do větších, tzv. sekundárních hnízd, v těch mohou být housenky několika různých instarů. Během srpna housenky hnízda opouštějí a žijí již samostatně. Před zimou slézají na zem kde přezimují. Časně na jaře se housenky živí listy plícníku lékařského, různých druhů violek nebo ptačího zobu obecného. Po vyrašení listů jasanů se housenky stěhují zpět na stromy kde pokračují ve svém žíru. Počátkem května se zakuklí hlavou dolů, nejčastěji na kmenech u paty stromů.
V jiných evropských zemích tamní housenky konzumují také listy dalších rostlin, např. černýše lučního, rozrazilu dlouholistého, kaliny obecné, zimolezu obecného nebo jitrocele kopinatého.

## Ohrožení
Rapidní úbytek tohoto druhu motýlů má na svědomí změna v hospodaření v listnatých lesích, kdy se pro dosažení vyššího zisku mění způsob těžby dřeva. Místo postupné probírky jednotlivých stromů, které les prosvětlují, se vytěžují najednou velké plochy a tím vznikají rozsáhlé, pro hnědásky osikové nevhodné holiny. Často se též z ekonomických důvodů mění struktura lesa, listnaté stromy rostoucí od sebe ve větších vzdálenostech se nahrazují hustě sazenými jehličnany.
Jedinou populaci v ČR tvoří asi 300 dospělců (rok 2008), což je pod běžnou kritickou hranici, za kterou je považován počet 500 jedinců. Pro záruku dlouhodobého přežití i při změně abiotických podmínek by populaci mělo tvořit asi 5000 motýlů.
Hnědásek osikový je v České republice legislativně chráněn „Vyhláškou MŽP ČR č. 395/1992 Sb. ve znění vyhl. č. 175/2006 Sb.“ kde je stejně jako v „Červeném seznamu bezobratlých ČR z roku 2005“ prohlášen za kriticky ohrožený druh (CR). K jeho ochraně naši republiku také zavazuje Bernská úmluva (Příloha II).